# Charovsk
Charovsk (ryska Ха́ровск) är en stad i Vologda oblast i Ryssland. Folkmängden uppgick år 2015 till cirka 9 400 invånare.